# Wilhelmina Douglas Hawley

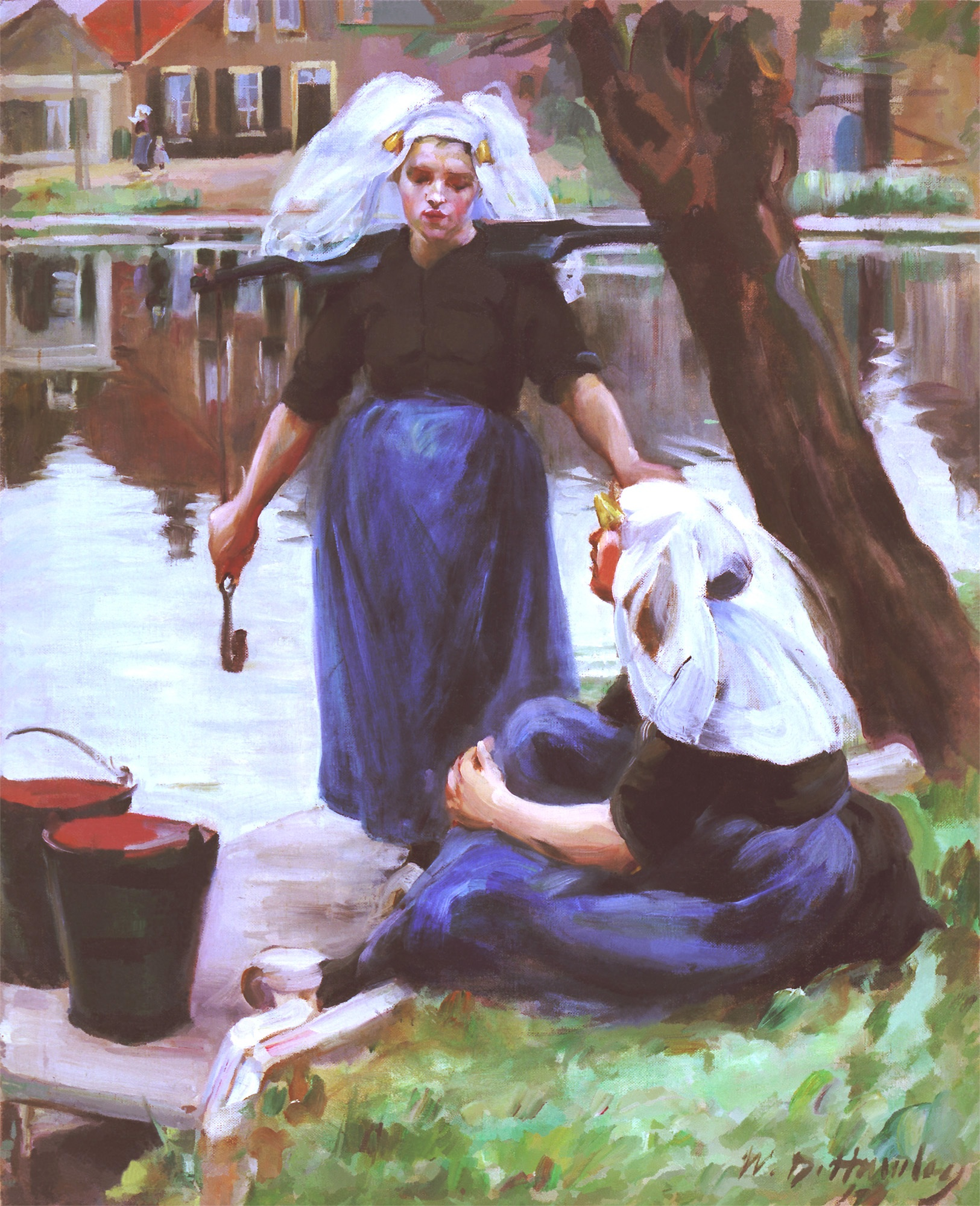
Twee vrouwen bij de rivier de Waal, 1894

Wilhelmina Douglas Hawley (Perth Amboy, 13 juli 1860 - Rijsoord, 8 februari 1958) was een Amerikaans kunstschilderes. Ze woonde en werkte een groot deel van haar leven in Nederland, te Rijsoord, waar ze het typisch Hollandse dorpsleven vastlegde.

## Leven en werk
Hawley studeerde kunst in New York, eerst aan de Cooper Union onder Julian Alden Weir en vervolgens aan de Arts Students League of New York, onder William Merritt Chase en Charles Yardley Turner. In de zomer van 1892 verhuisde ze naar Parijs en studeerde daar aan de Académie Julian te Parijs onder William-Adolphe Bouguereau en Jules Joseph Lefebvre. Kort na haar aankomst in Europa, in 1893, bezocht ze de kunstenaarskolonie in Rijsoord, waar toen vaker studenten van de Académie Julian kwamen, op aanraden van hun Nederlandse docent John Vanderpoel, die later ook directeur van het Art Institute of Chicago zou worden. Ook in de daarop volgende jaren reisde Hawley bijna jaarlijks in de zomers vanuit Parijs naar Rijsoord, om er te schilderen. Ze verbleef dan in Hotel Warendorp, het huidige restaurant Ross Lovell. In 1901 huwde ze met de Rijsoordse boer Bastiaan de Koning, die haar regelmatig naar schilderlocaties had geroeid. Vervolgens vestigde ze zich definitief in het kleine dorp aan de Waal. Na de geboorte van haar eerste kind in 1904 zou haar productie sterk afnemen.
Hawley schilderde in een door het impressionisme beïnvloede stijl. Ze legde zich vooral toe op typisch Hollandse thema's, vaak met figuren in klederdracht, die ze steeds een opvallend individueel karakter mee wist te geven. Haar nostalgische werken van het authentieke Rijsoordse dorpsleven kenmerken zich door een nauwkeurige observatie, zonder zich over te geven aan narratieve gebeurtenissen. Ze overleed in 1958 in het dorp, 97 jaar oud. De meeste van haar werken bevinden zich in particuliere collectie.